# P.O. Ackley
Parker Otto Ackley ou P.O. Ackley, como gostava de ser chamado, (25 de maio de 1903 Granville, Nova Iorque — 23 de setembro de 1989 Salt Lake City, Utah), foi um armeiro americano, fabricante de canos de armas, autor, colunista e desenvolvedor de cartuchos wildcat. A família "Ackley Improved" de cartuchos wildcat é projetada para ser fabricada com facilidade, aumentando a câmara e usando o processo de "fire forming" em cartuchos existentes diminuindo a conicidade do corpo e aumentando o ângulo do ombro, resultando em uma maior capacidade do estojo. Ackley melhorou não apenas os cartuchos padrão, mas também outros "wildcats" populares, e foi o primeiro a criar um cartucho de fogo central de calibre .17" (4,5 mm).

## Cartuchos wildcats ou melhorados por Ackley

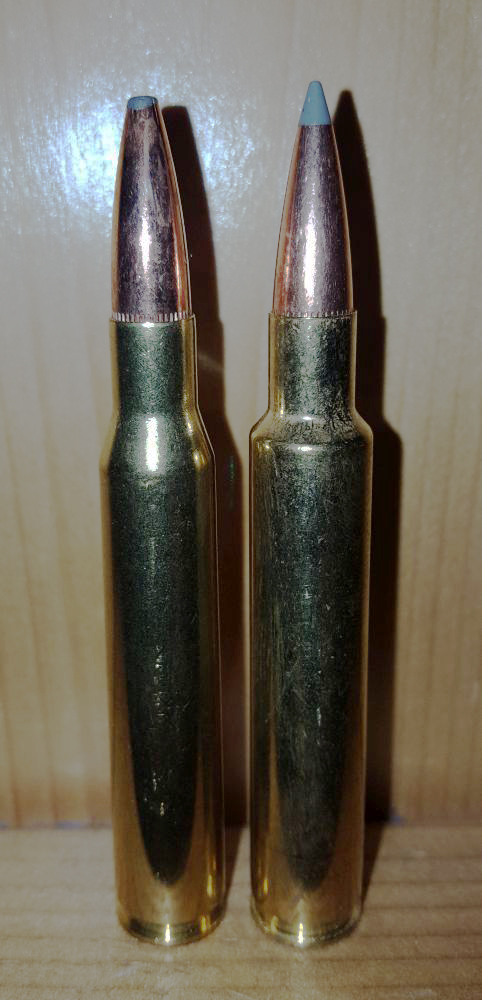
Um .280 Remington (esq.) e sua variante "Ackley Improved".

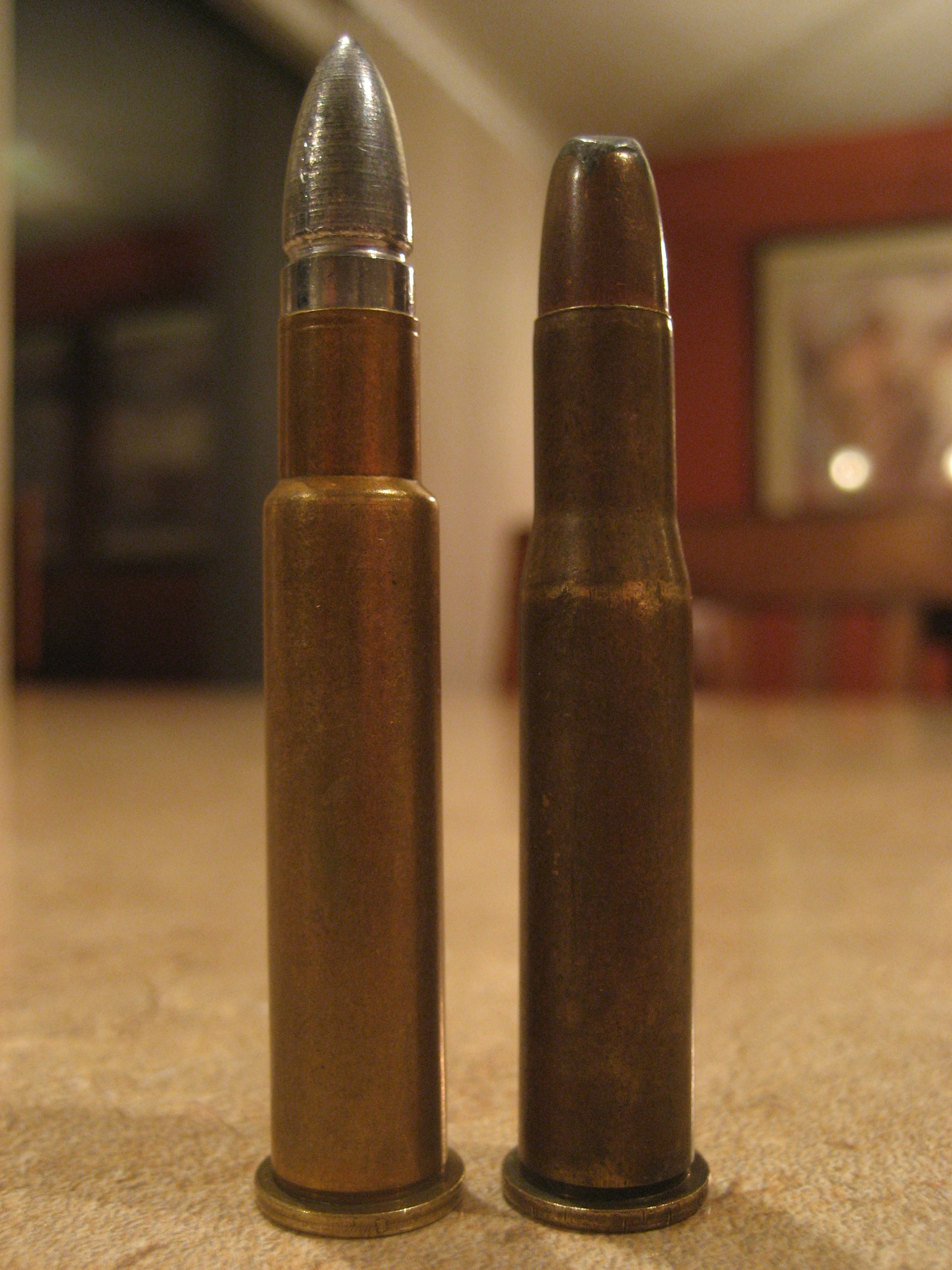
Um .30-30 Ackley Improved (esq.) do .30-30 Winchester (dir.)

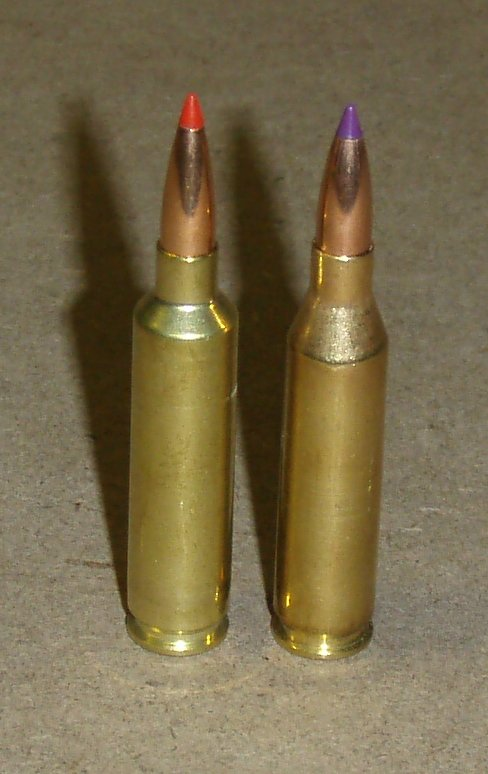
Uma versão "Ackley Improved" (esq.) do .243 Winchester (dir.)

A seguir, uma lista de "cartuchos Ackley", incluindo: versões "aprimoradas" (exigindo apenas fire forming) e versões mais complexas envolvendo reduções de comprimento de estojo ou mudanças de calibre. Além de serem fáceis de formar, as armas de fogo adaptadas para os cartuchos "Aprimorados" também podiam disparar munição padrão carregada de fábrica, permitindo que um atirador usasse a munição normalmente disponível se as cargas wildcat não estivessem disponíveis.

- .17 Ackley Hornet, um .22 Ackley Hornet reduzido para o calibre .17 (4,5 mm)
- .17 Ackley Bee, um .218 Improved Bee reduzido para o calibre .17 (4,5 mm)
- .22 Ackley Improved Hornet, um .22 Hornet melhorado
- .218 Ackley Improved Bee, um .218 Bee melhorado
- .219 Zipper Improved, um .219 Zipper melhorado
- .22/.30-30 Ackley Improved, um .30-30 Ackley Improved reduzido para o calibre .22 (5,56 mm)
- .22-250 Ackley Improved, um .22-250 Remington melhorado
- .223 Ackley Improved, um .223 Remington melhorado[5]
- .224 Belted Express, formado a partir do estojo do .30-06; poucos "dies" para ele foram feitos pela RCBS
- .228 Ackley Magnum, um 7×57mm Mauser melhorado reduzido para o calibre .228 (5,8 mm); balas desse tamanho são difíceis de encontrar mas são mais pesadas que as do calibre .223, até 100 grains (6.5g), sem aumentar excessivamente a taxa de torção.
- 6mm AR Improved / 6mm AR Turbo, um 6mm AR melhorado (este uma versão reduzida do 6,5mm Grendel).
- 6 mm/.30-30 Improved, um .30-30 Ackley Improved reduzido para 6 mm (.243)
- .243 Ackley Improved, um .243 Winchester melhorado
- .25 Ackley Krag, um .30-40 Krag reduzido para o calibre .25 (6,2 mm)
- .25-06 Ackley improved, um .25-06 Remington melhorado com "ombro" de 40 graus
- .25 Ackley Krag Short, uma versão ligeiramente encurtada do .25 Ackley Krag
- .250-3000 Ackley Improved, um .250-3000 Savage melhorado
- .257 Ackley Improved, um .257 Roberts melhorado
- .260 Ackley Improved, um .260 Remington melhorado
- .270 Winchester Ackley Improved, um .270 Winchester melhorado[6]
- 7×57mm Mauser Ackley Improved, uma versão melhorada do cartucho 7×57mm Mauser com "ombro" de 40 graus, "dies" foram imediatamente disponibilizados
- .280 Remington Ackley Improved, uma versão melhorada do cartucho .280 Remington  com "ombro" de 40 graus, "dies" foram imediatamente disponibilizados; ele duplica a balística do 7mm Remington Mag, com 30% menos propelente e menos erosão do cano. Registrado na SAAMI pela Nosler.
- .30-30 Ackley Improved, um .30-30 Winchester melhorado
- .30-06 Ackley Improved, um .30-06 Springfield melhorado
- .30 Ackley Magnum No.1 e No.2 short, baseados no Holland & Holland magnum cinturado, a versão No.2 foi projetada para caber nas ações de tamanho padrão (classe .30-06)
- .303 Ackley Improved, uma versão melhorada do cartucho de serviço .303 British Mark VII
- .338-06 Ackley Improved, um .338-06 A-Square melhorado (que é um .30-06 reduzido para o calibre .338)
- .348 Ackley improved, versão melhorada do cartucho .348 Winchester, fornecendo cerca de 200 pés/segundo a mais que o padrão
- .35 Ackley Magnum No.1 e No.2 short, versões ligeiramente mais curtas baseadas nos estojos do .30 Ackley Magnum.
- .450 Ackley Magnum, baseada no .375 H&H Magnum alargado para o calibre .458
- .475 Ackley Magnum, baseado num .375 H&H Magnum alargado para o calibre .475 (12 mm)